# Charray
Charray foi uma comuna francesa na região administrativa do Centro, no departamento Eure-et-Loir. Estendia-se por uma área de 10,58 km². Em 2010 a comuna tinha 104 habitantes (densidade: 9,8 hab./km²).
Em 1 de janeiro de 2017, passou a formar parte da nova comuna de Cloyes-les-Trois-Rivières.